# Hiệu ứng Fink
Hiệu ứng Fink, còn được gọi là "giảm oxy mô khuếch tán", "thiếu oxy khuếch tán", hoặc "hiệu ứng khí thứ ba", là một yếu tố ảnh hưởng đến pO2 (áp suất riêng phần của oxy) trong phế nang. Khi các chất khí không tan trong nước như chất gây mê N2O (oxit nitơ) được hít vào với số lượng lớn, chúng có thể được hòa tan trong chất lỏng cơ thể một cách nhanh chóng. Điều này dẫn đến sự gia tăng tạm thời cả nồng độ và áp lực một phần của oxy và carbon dioxide trong phế nang.
Hiệu ứng này được đặt tên theo tên nhà khoa học Bernard Raymond Fink (1914-2000), người có bài báo năm 1955 lần đầu tiên giải thích nó. Khi một bệnh nhân đang hồi phục sau khi gây mê N2O, một lượng lớn khí này truyền từ máu vào phế nang (giảm độ dốc nồng độ của nó) và vì vậy trong một khoảng thời gian ngắn, O2 và CO2 trong phế nang được pha loãng bởi khí này. Một sự giảm đủ lớn trong áp suất một phần của oxy dẫn đến thiếu oxy. Việc giảm áp suất CO2 cũng có thể làm tăng hiệu ứng này khi việc hít thở bị ức chế, dẫn đến thiếu oxy máu tiềm ẩn. Tuy nhiên, hiệu ứng này chỉ kéo dài trong vài phút và có thể tránh được tình trạng thiếu oxy bằng cách tăng nồng độ oxy từ phân đoạn khi hồi phục sau khi gây mê N2O. Vì lý do này mà Entonox, một sự kết hợp 50:50 của oxit nitơ và oxy, phù hợp để sử dụng bởi các nhân viên y tế như nhân viên cứu thương: nó cung cấp đủ oxit nitơ để giảm đau với đủ oxy để tránh thiếu oxy.